# La sostenido menor
La sostenido menor (abreviatura en sistema europeo La♯m y en sistema americano A♯m) es la tonalidad que consiste en la escala menor de la sostenido, y contiene las notas la sostenido, si 
sostenido, do sostenido, re sostenido, mi sostenido, fa sostenido, sol sostenido y la sostenido. Su armadura contiene 7 sostenidos.
Su tonalidad relativa es do sostenido mayor, y su tonalidad homónima es si bemol mayor (pues la sostenido mayor tendría 10 sostenidos: 4 sostenidos y 3 dobles sostenidos).
Las alteraciones para las versiones melódicas y armónicas son escritas si son necesarias.

## Usos
Su equivalente enarmónico si bemol menor es más usado en las composiciones que la sostenido menor, por lo que no es una tonalidad práctica para escribir música y es una de las tonalidades menos usada en la música. 
| Tonalidad   | 7 ♭       | 6 ♭        | 5 ♭       | 4 ♭       | 3 ♭       | 2 ♭       | 1 ♭      | 0        | 1 ♯       | 2 ♯      | 3 ♯       | 4 ♯       | 5 ♯        | 6 ♯       | 7 ♯       |
| Modo mayor: | do♭ mayor | sol♭ mayor | re♭ mayor | la♭ mayor | mi♭ mayor | si♭ mayor | fa mayor | do mayor | sol mayor | re mayor | la mayor  | mi mayor  | si mayor   | fa♯ mayor | do♯ mayor |
| Modo menor: | la♭ menor | mi♭ menor  | si♭ menor | fa menor  | do menor  | sol menor | re menor | la menor | mi menor  | si menor | fa♯ menor | do♯ menor | sol♯ menor | re♯ menor | la♯ menor |

- Datos: Q287469
- Multimedia: A-sharp minor / Q287469